# Andrei Cordoș
Andrei Cordoș (né le 6 juin 1988 à Câmpia-Turzii) est un footballeur roumain évoluant aux Maldives, au sein du club de Maziya.

## Biographie

### En club
Andrei Cordoș joue en Roumanie, en Italie, et aux Maldives.
Il dispute 117 matchs en première division roumaine, inscrivant six buts. Il participe à la Ligue Europa avec les clubs du FC Vaslui et du FC Botoșani.

### En équipe nationale
Cordoș joue à trois reprises en faveur de l'équipe nationale de Roumanie des moins de 19 ans, marquant un but. Il joue également quatre fois pour l'équipe nationale des moins de 21 ans.
Il participe aux éliminatoires du championnat d'Europe espoirs lors de l'année 2009.